# Шмарцев, Юрий Васильевич
Юрий Васильевич Шмарцев (1930—1993) — советский и российский учёный, лауреат Государственной премии СССР.

## Биография
Родился в Ташкенте.
В 1948 году поступил в Ленинградский политехнический институт. 
В конце обучения был призван в армию с присвоением звания «техник-лейтенант» и зачислением слушателем факультета реактивного вооружения Артиллерийской академии имени Дзержинского (приказом Военного министра СССР от 24 марта 1953).
Окончил академию с отличием, инженер-механик по радиоаппаратуре, 3 июня 1954 года назначен научным сотрудником 8 отдела НИИ № 4.
В 1957 году уволен в запас. С этого времени работал в Физико-техническом институте им. А. Ф. Иоффе АН СССР.
Доктор физико-математических наук, профессор.
Автор научных исследований в области полупроводников.
Государственная премия СССР 1987 года — за цикл работ по изовалентному легированию полупроводников AIIIBV.
Умер 29 января 1993 г.
Похоронен на Богословском кладбище Санкт-Петербурга.